# Madonna z Ravensburga

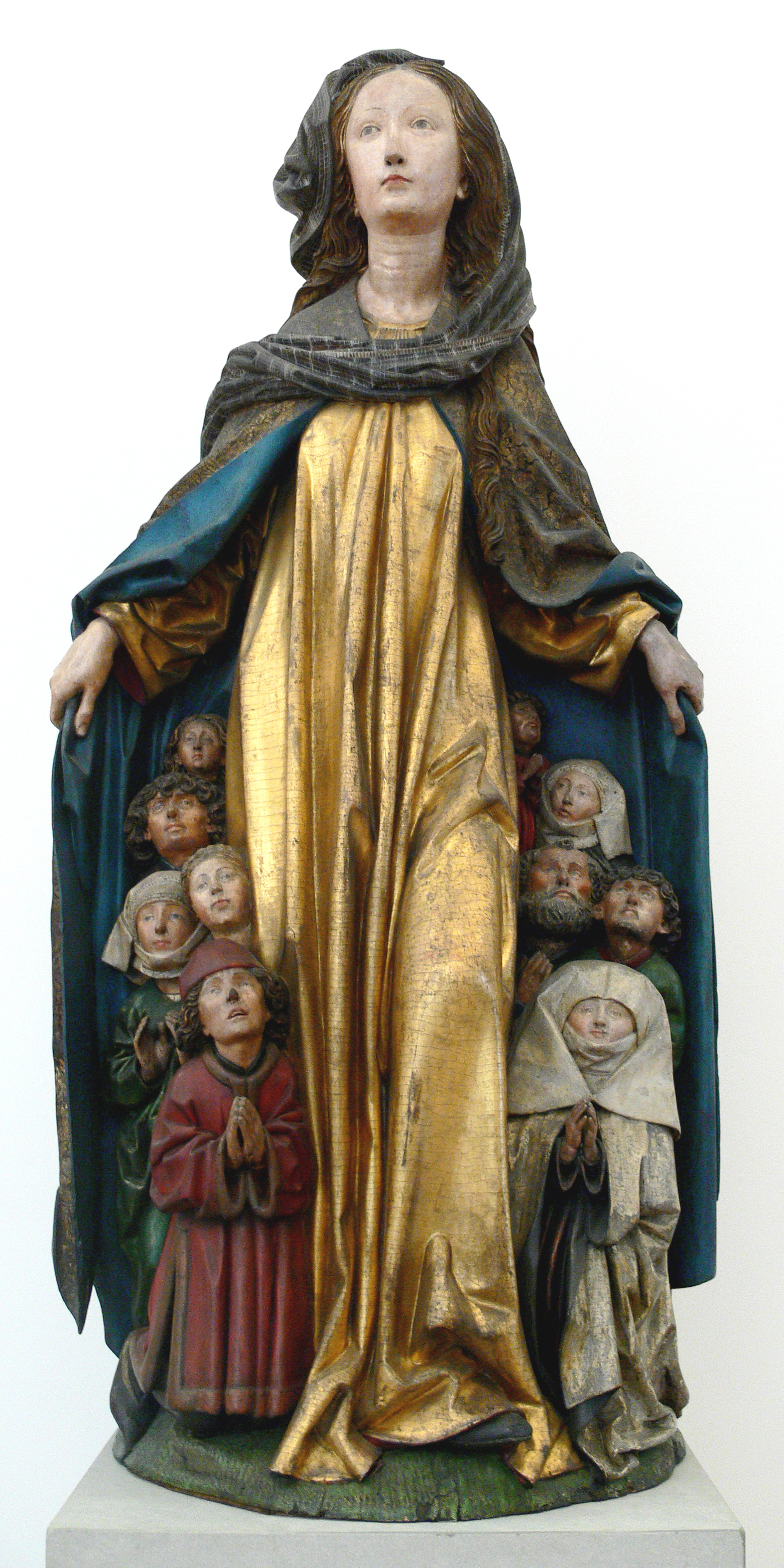
Mater Misericordiae z Ravensburga

Madonna z Ravensburga – późnogotycka rzeźba przedstawiająca Matkę Boską jako Matkę Miłosierną (łac. Mater Misericrodiae, niem. Schutzmantelmadonna) pochodząca z kościoła NMP w Ravensburgu w południowej Szwabii. W 1850 r. została zakupiona przez dyrekcję berlińskiego muzeum i odtąd mieści się w zbiorach rzeźby Staatliche Preußisdher Kulturbesitz, w Muzeum Bodego w Berlinie. W pierwotnym miejscu znalazła się XIX-wieczna kopia rzeźby.
Dzieło jest wykonane z drzewa lipowego o wysokości 135 cm. i pokryte polichromią.
Rzeźba przedstawia stojącą Maryję w otoczeniu modlących się postaci wyłaniających się spod jej płaszcza. Maryja została przedstawiona jako młoda kobieta o drobnych oczach i ustach, delikatnych rysach twarzy. Jej długie, ciemne, falujące włosy na wpół przykrywa długi rozwichrzony welon otulający również z przodu szyję i opadający za ramiona. Madonna ukazana jest w kontrapoście, prawa noga jest lekko wygięta. Złocista, plastycznie modelowana suknia wysmukla sylwetkę Marii, która opiekuńczym gestem lekko rozkłada ręce. W dłoniach trzyma połacie długiego płaszcza utrzymanego w tonacjach oliwkowo-brunatnych. Jego powierzchnia jest bogato zdobiona malowaną dekoracją ornamentalną i roślinną. Pod nim ukrywają się dwie grupy modlących się postaci. Każda z nich posiada indywidualne rysy twarzy, odmienny strój i fryzurę.
Jest to przykład wizerunku Marii, znanej w ikonografii jako Madonna Miłosierdzia (łac. Mater Misericordiae). Gest ten symbolizuje maryjną pomoc, wstawiennictwo, opiekę i duchową gwarancję bezpieczeństwa. Genezy tego typu należy szukać w średniowiecznym prawie obyczajowym. Kobiety pełniące wysokie funkcje, zarówno w Kościele jak i w środowiskach dworskich, czy wśród innych notabli, otrzymywały przywilej nadawania tzw. płaszcza ochronnego osobom ściganym lub prześladowanym, czy potrzebującym pomocy. Typ ten ma tradycję sięgająca początku XIII stulecia, najpierw był obecny w literaturze teologicznej. Pierwsze wizerunki Marii Miłosierdzia pojawiły się u schyłku XIII w. Rozpowszechniły go ówczesne środowiska zakonne, przede wszystkim cystersi i dominikanie. W okresie gotyku ten typ ikonograficzny był tematem licznych przedstawień służących do prywatnej dewocji.
Od strony formalnej postać Madonny cechuje delikatność i smukłość. Pozbawiona jest charakterystycznego dla ówczesnego realistycznego nurtu naturalizmu, który obecny był  wówczas w sztuce ostatniej ćwierci XV wieku. Maryja została ukazana w pełnym splendorze wytwornego stroju, a jej pewna postawa i gest w pełni odpowiadają treści ideowej. Artysta wyrzeźbił to dzieło od każdej strony. Uwagę zwraca również układ modlących się postaci, w celu zaznaczenia głębi przestrzeni artysta zróżnicował wielkość głów: od największych na pierwszym planie do najmniejszych, które wyłaniają się zza pleców Matki Boskiej.
Dzieło to dawniej było przypisywane górnoszwabskiemu rzeźbiarzowi Friedrichowi Schrammowi, lecz obecnie jest zgodnie uznawane za dzieło ulmskiego rzeźbiarza Michela Erharta. Taka atrybucja wynika z analizy stylu oraz podobieństw do innych dzieł starszego z Erhartów, głównie ołtarza w Blaubeuren.

## Galeria

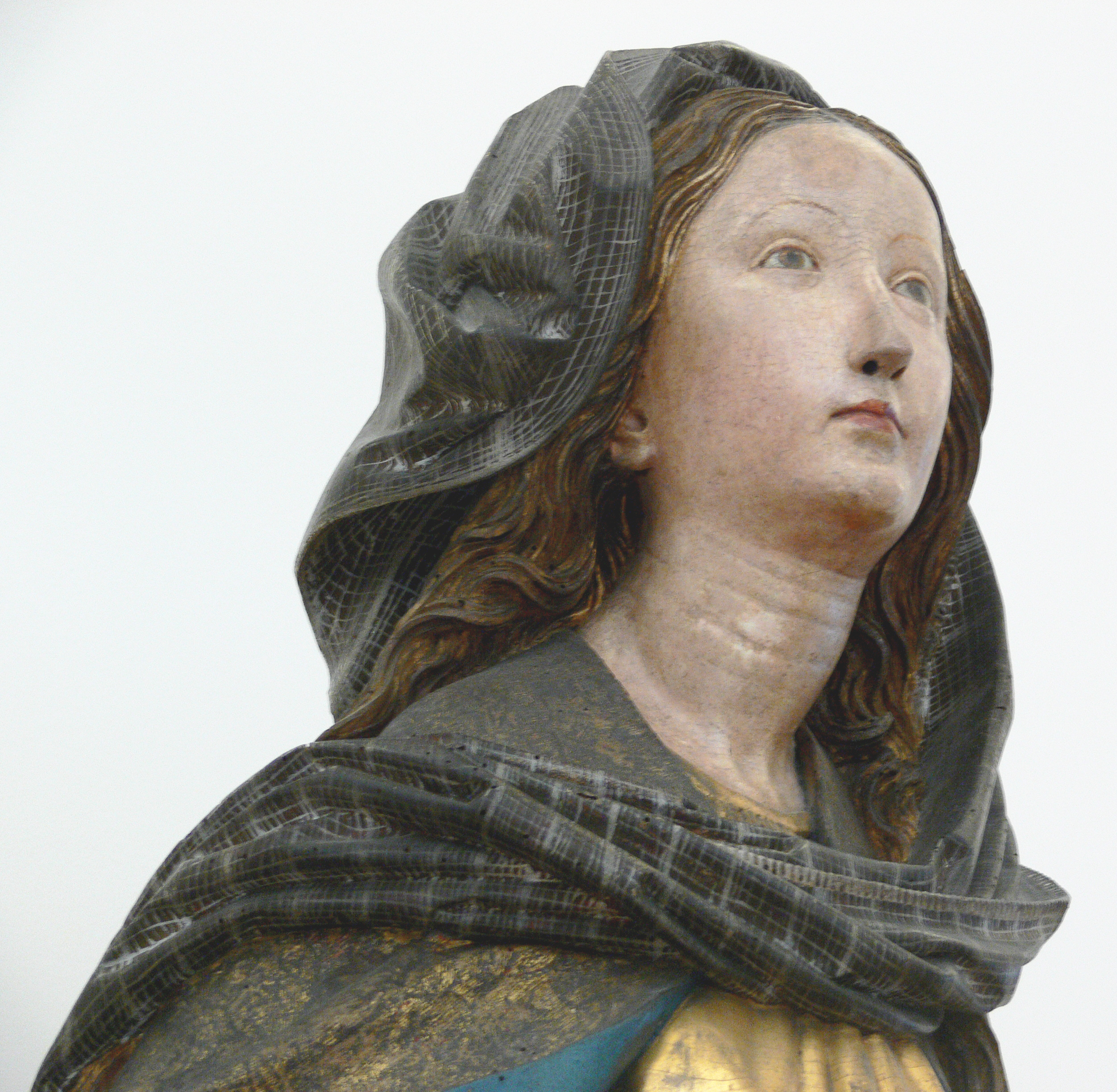
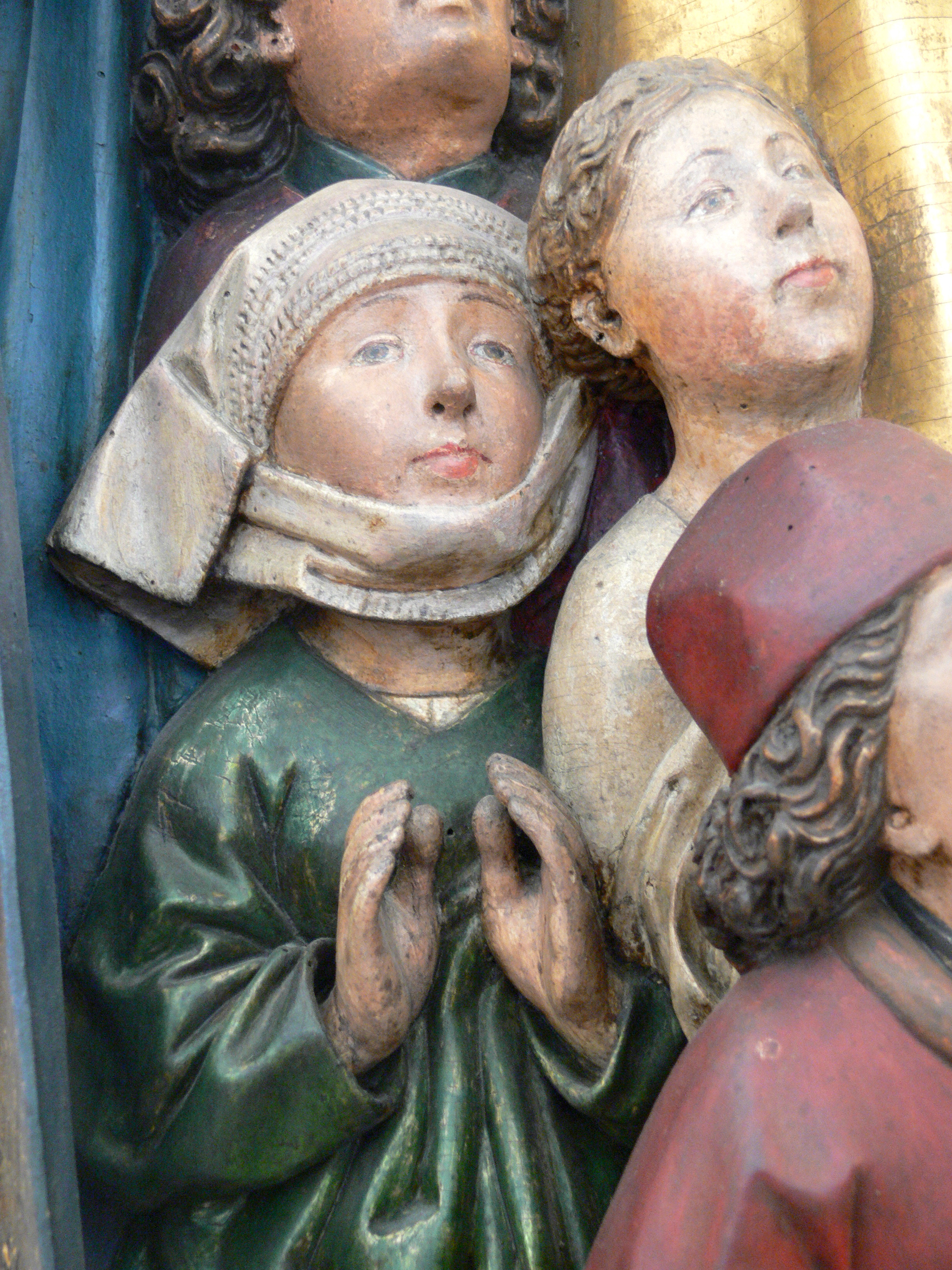
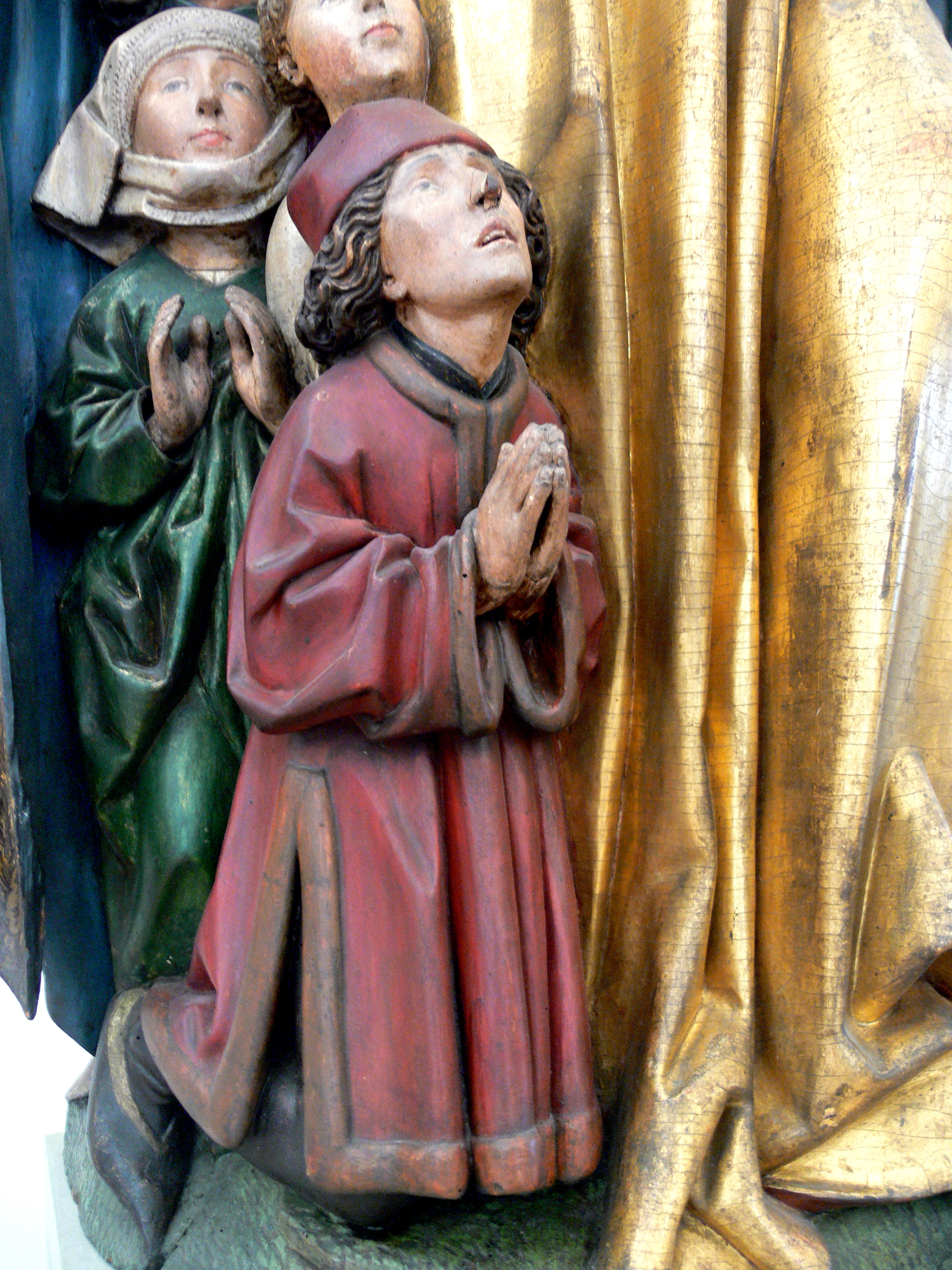
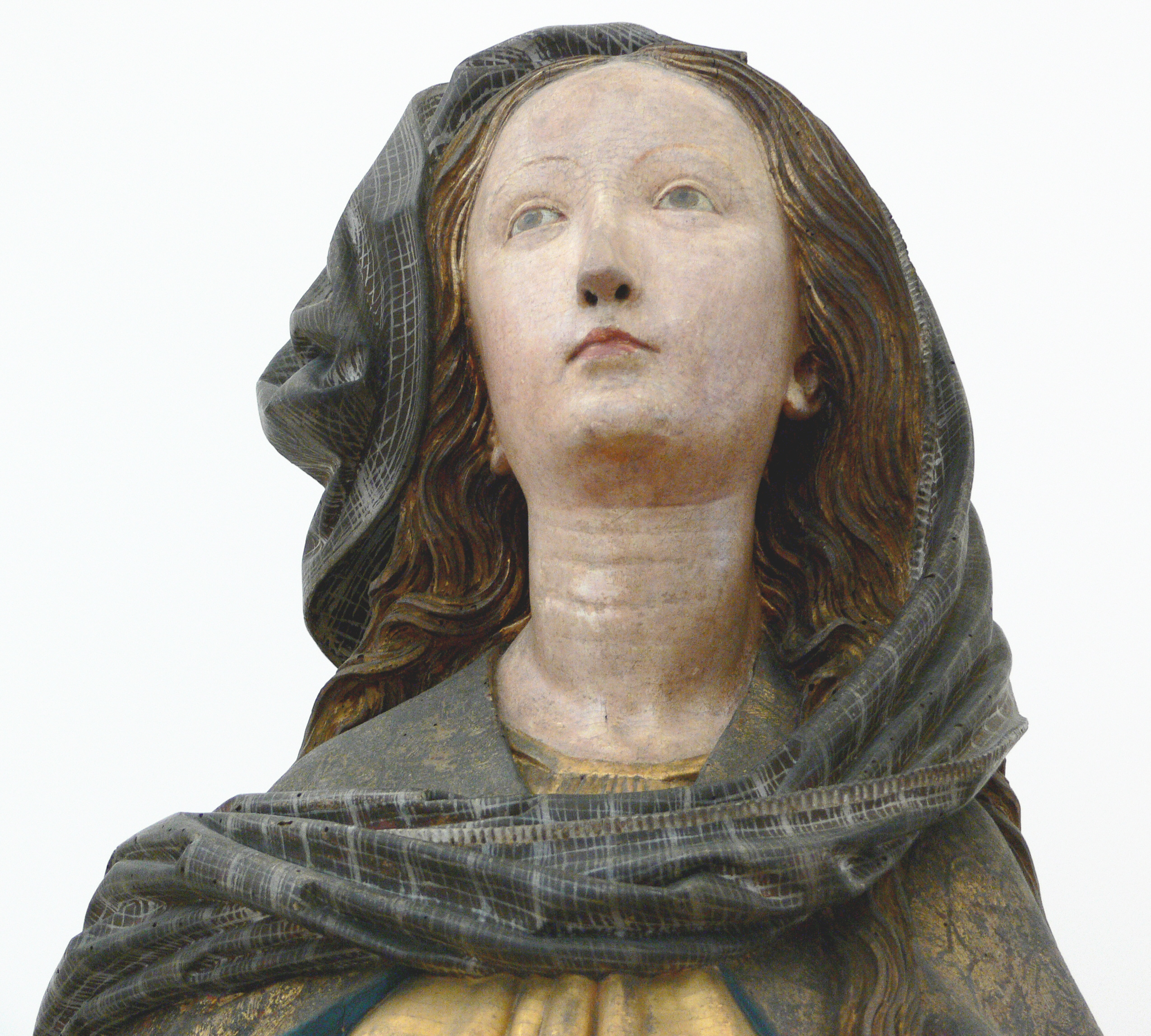
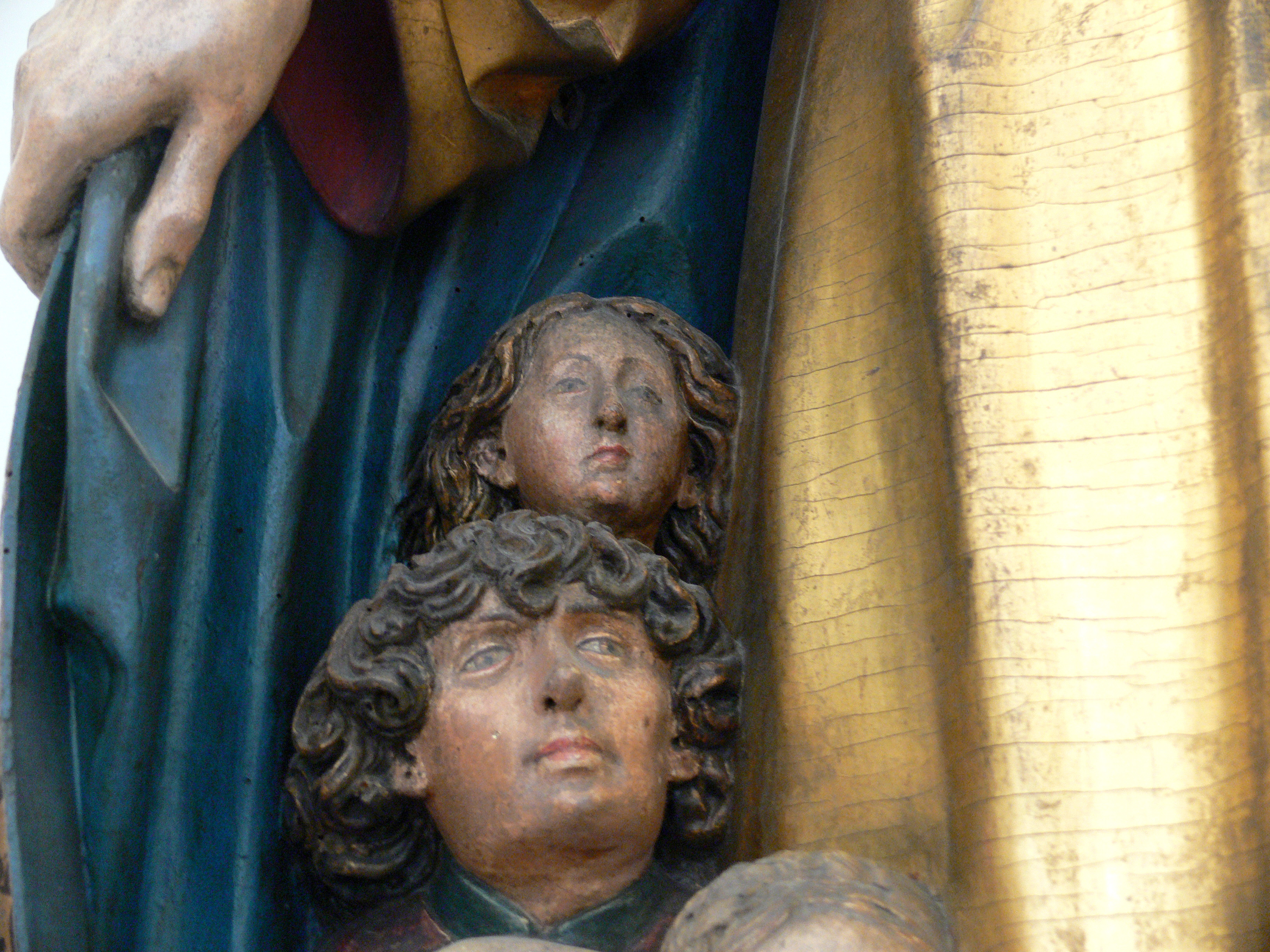
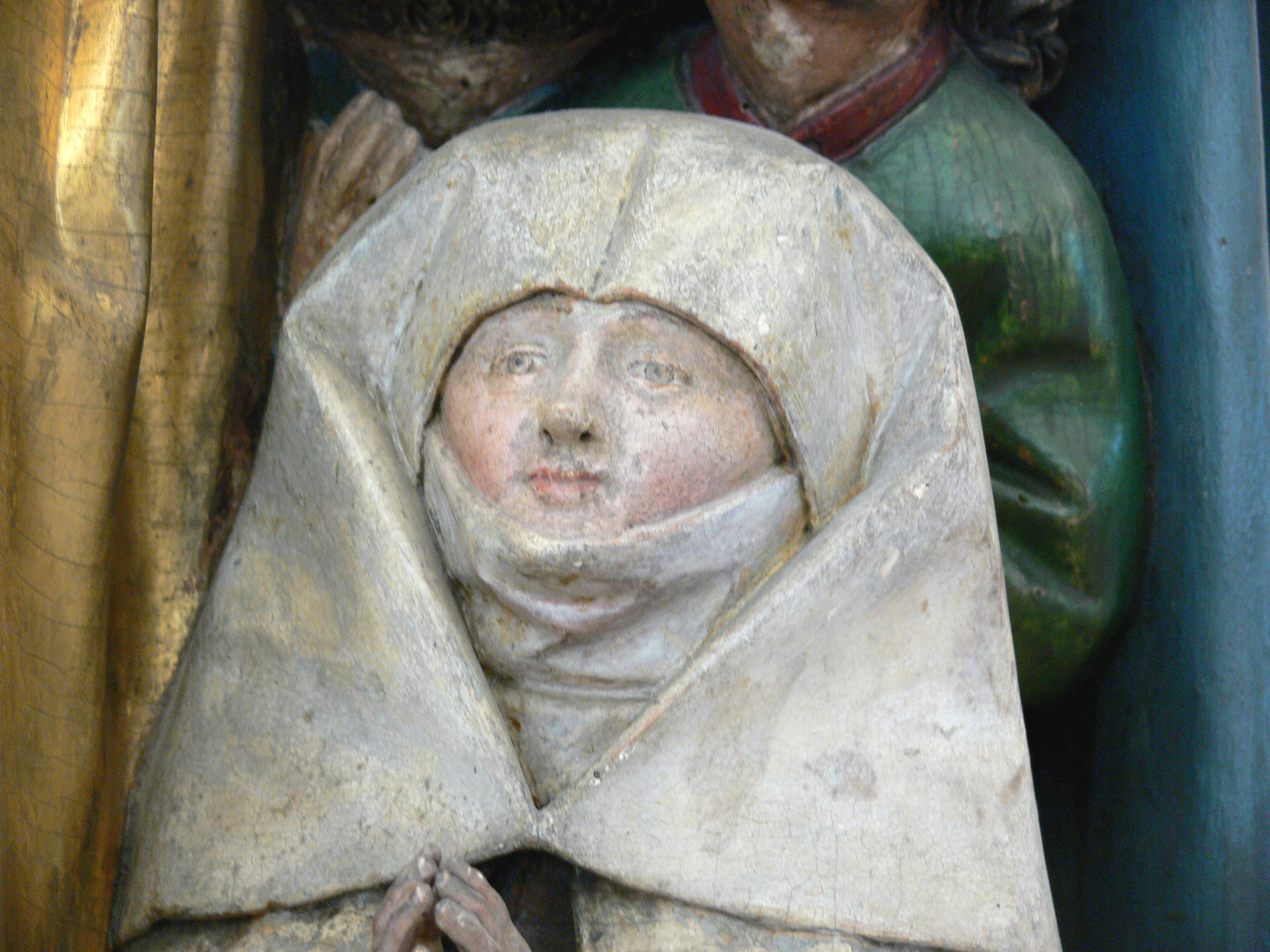
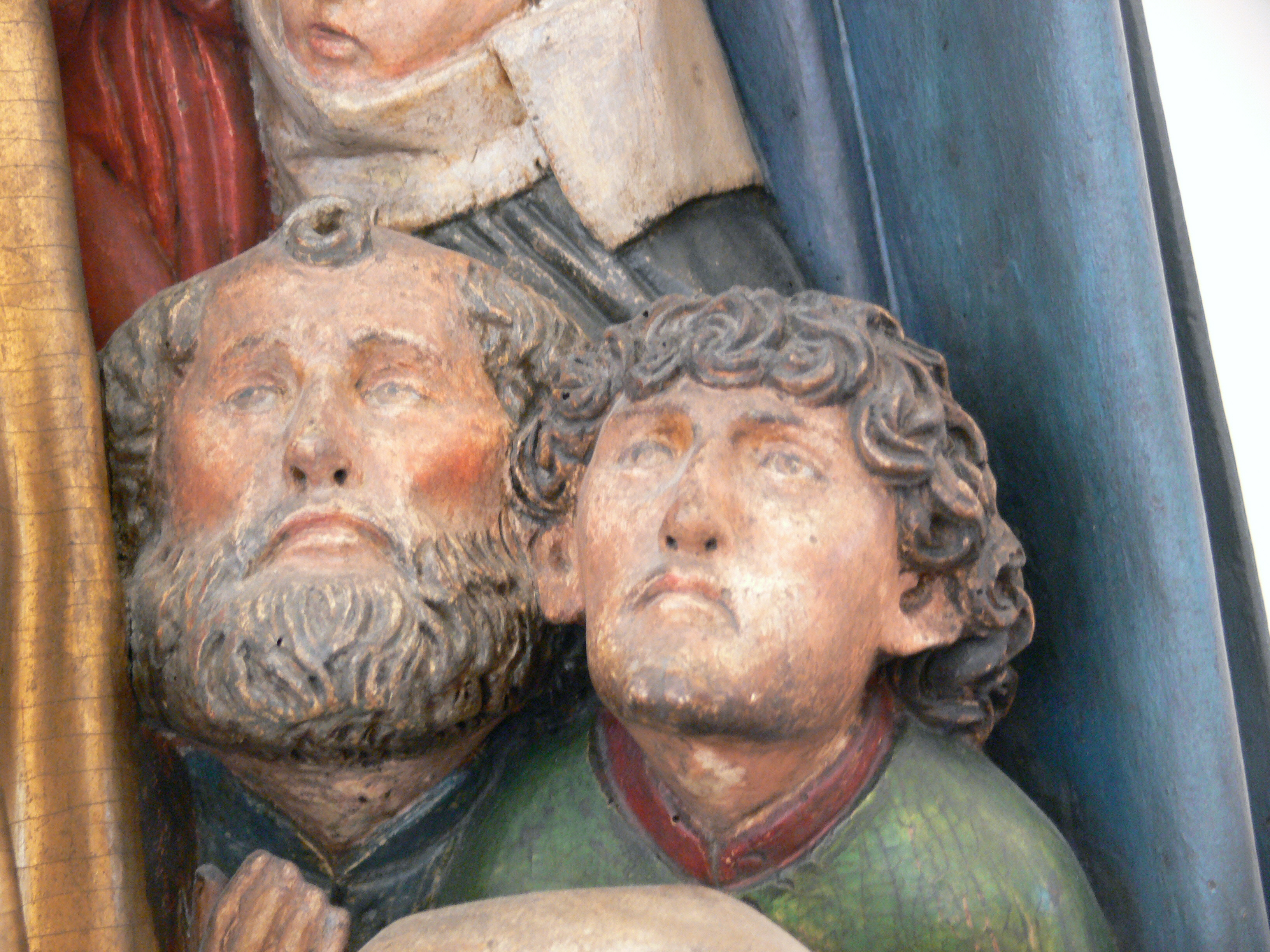
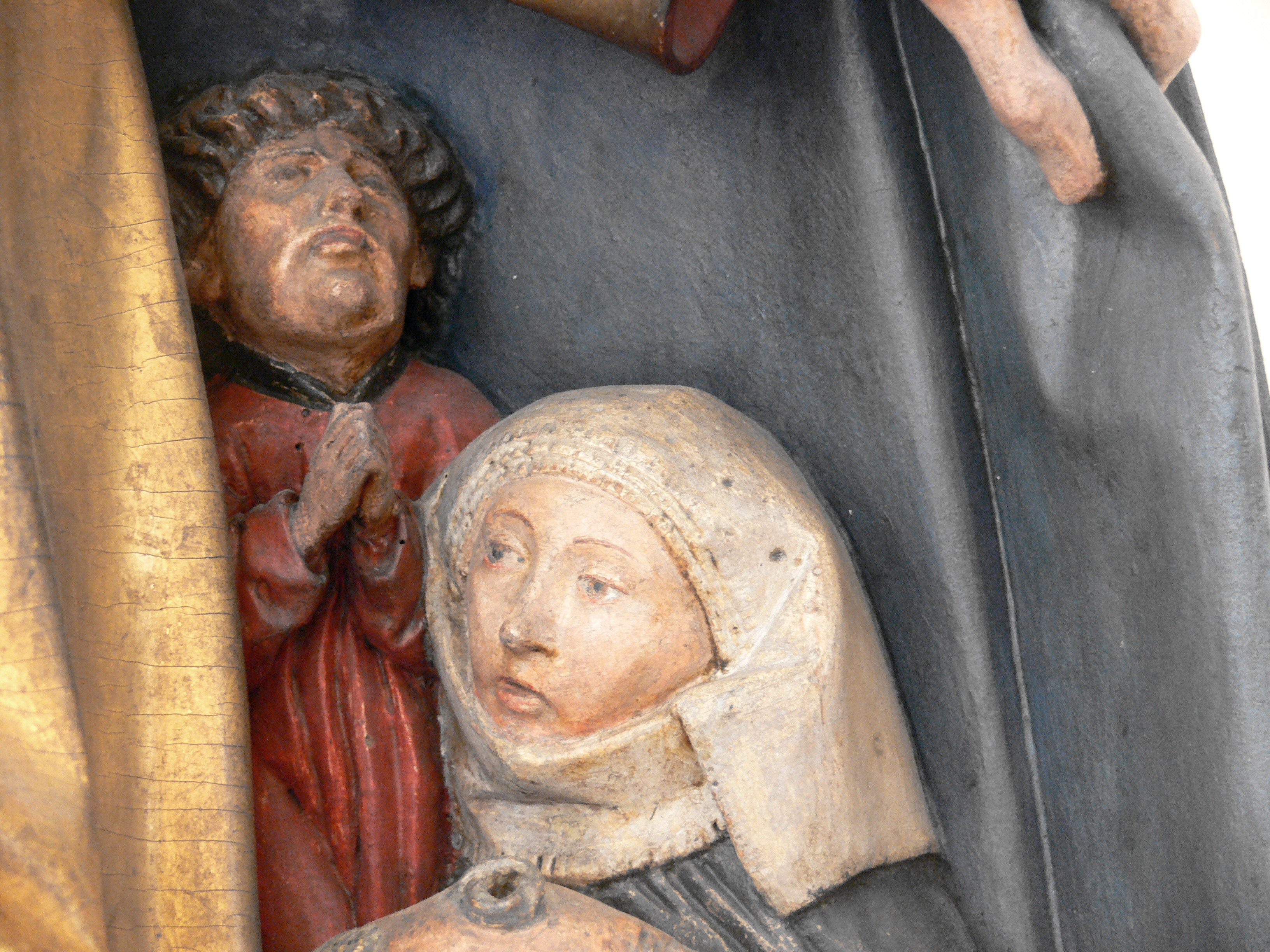